# 嘉兴县
嘉兴县，中国旧县名。在今浙江省、江苏省、上海市交界处。至近代为嘉兴市前身。
秦汉时为由拳县。三国东吴时，因有嘉禾生，改名禾兴县。后避讳孙皓父亲孙和之名，改名嘉兴县。隋朝时废县，唐朝武德七年（624年），置嘉兴县，次年并入吴县。贞观八年（634年），复置。有盐官，属苏州、吴郡，为望县。天宝十年（751年），吴郡太守赵居贞奏请以昆山县、嘉兴县、海盐县置华亭县。五代时为吴越国开元府府治。
北宋时，属秀州。后秀州升为嘉兴府，仍属之，为望县。元朝属嘉兴路。明朝初，属嘉兴府。宣德五年（1430年）三月，分出秀水县，两县同城而治，同为嘉兴府治所。同时，又改魏塘镇巡检司为嘉善县。清代仍属嘉兴府，考评：冲繁疲难。
1949年4月下旬，解放军取得渡江战役胜利，国府败局已定。嘉兴县政府及相关机构则预备在解放军进攻后，在当地开展“游击战争”。5月6日凌晨，解放军第27军79师236团、237团准备攻占嘉兴县城。经过外围战斗后，236团于7日黎明攻占县城。随后，79师开始接收嘉兴县政府，并清缴当地残余武装。次日，攻占嘉兴的解放军即向上海进军。其后，历属嘉興專區、嘉興地區。1981年，嘉兴县撤县建市，是为县级嘉兴市，仍属嘉興地區。1983年，撤地建市，是为地级嘉兴市。原嘉兴县农村部分建立“嘉兴市郊区”，后更名为秀洲区。